# Нижняя Чатра
Нижняя Чатра (баш. Түбәнге Сатра) — деревня в Буздякском районе Республики Башкортостан Российской Федерации. Входит в состав Тюрюшевского сельсовета. 

## География

### Географическое положение
Расстояние до:
- районного центра (Буздяк): 58 км,
- центра сельсовета (Севадыбашево): 3 км,
- ближайшей ж/д станции (Буздяк): 59 км.

## Население
| 2002 | 2009 | 2010 |
| ---- | ---- | ---- |
| 69   | ↘46  | ↘41  |

Согласно переписи 2002 года, преобладающие национальности — татары (46 %), башкиры (39 %).